# Yo soy (álbum de Fausto Miño)
Yo Soy es el segundo álbum de estudio y el primer álbum internacional de la carrera profesional del cantante  ecuatoriano Fausto Miño. Fue publicado el 24 de agosto de 2007 en Ecuador bajo el sello Universal Music Group y el 10 de junio de 2009 en España bajo el sello Vale Music.
El álbum tiene 13 temas, 6 de ellos son de su anterior trabajo SerraCosteño. Yo Soy está producido por Alfredo Vera (su actual mánager) e Ivis Flies. En este tramo de su carrera recibió Disco de Oro, Disco de Platino y Disco Doble Platino por las ventas del álbum Yo soy, además de haber recibido más de 60 premios otorgados por los medios ecuatorianos e instituciones gubernamentales y privadas del Ecuador.

## Información general
Yo Soy fue producido gracias a la asociación entre Alfredo Vera (su actual mánager) e Ivis Flies Cuesta. Este álbum contiene 6 canciones que fueron publicadas en su anterior álbum SerraCosteño y otras 7 canciones nuevas hechas después del lanzamiento de SerraCosteño. Es el primer álbum de Fausto Miño bajo el sello Universal Music Group, convirtiéndose en el primer artista de Ecuador en firmar con la discográfica Universal Music Group.
Al igual que SerraCosteño fue muy bien recibido por el público, aunque en calidad de sonido es mejor que SerraCosteño por los arreglos que hicieron: Ivis Flies, Cesar Galarza y Danilo Arroyo.
En 2007 fue promocionado por el lanzamiento de los  sencillos Baila Mi Vida, Sometimes Ok y Ud. Es Hermosa que llegaron a ser éxitos a nivel nacional en Ecuador.
Al siguiente año, en 2008, Yo Soy fue promocionado por la publicación de los  sencillos Algo Así, Canción de Hombres y su primer bolero, Entiendo. Mientras, lanza sus primeros sencillos promocionales en Chile, Perú, Bolivia, Colombia, Costa Rica y Panamá. Y después, Fausto visita estos países para reforzar la promoción.
A finales de 2008, Fausto visita por primera vez Madrid (España) para asistir a la Feria Integra Madrid 08  y ofrecer una actuación a los asistentes de aquella feria, a partir de ahí comienza a promocionar Yo Soy en Europa. Ese mismo mes, Los 40 principales le otorgaron la Mano 40 en los Premios 40 Principales en la categoría Mejor Artista de Ecuador.
En junio de 2009 vuelve de nuevo a España, pero esta vez a Castellón, para ofrecer un concierto a los asistentes del Festival ecuatoriano Marina d'Or. Allí pudo promocionar su disco Yo Soy que saldría pronto a la venta en toda España.
Yo Soy fue publicado el 10 de junio de 2009 en España bajo el sello Vale Music, perteneciente a Universal Music Group. Este lanzamiento hizo que Baila Mi Vida fuera relanzado para promocionar el álbum en el mercado español. Este sencillo tiene un videoclip, fue el primer videoclip que hizo Fausto Miño, y contó con una gran aceptación en las radios latinas y español del país.
En los próximos meses, en septiembre de 2009 vuelve a Madrid (España) para ofrecer un concierto en la Feria Enlaces Internacionales 09, cantando las canciones más importantes del álbum para promocionar la venta de Yo Soy en España. El humorista Carlos Michelena actuó el mismo día en el que actuó Fausto Miño, además también asistieron a una entrevista juntos realizada en RNE.
Fue a distintos medios latinos y españoles para reforzar la promoción del álbum.

## Lista de canciones
| #   | Título | Duración |
| --- | --- | -------- |
| 1.  | “Sometimes OK” Escritor: Fausto Miño Productor (es): Fausto Miño, Alfredo Vera e Ivis Flies Cuesta                   | 4:10     |
| 2.  | “Cambia Tu Estrategia” Escritor: Fausto Miño Productor (es): Fausto Miño, Alfredo Vera e Ivis Flies Cuesta           | 3:36     |
| 3.  | “Algo así” Escritor: Fausto Miño Productor (es): Fausto Miño, Alfredo Vera e Ivis Flies Cuesta                       | 3:37     |
| 4.  | “Canción de Hombres” Escritor: Fausto Miño Productor (es): Fausto Miño, Alfredo Vera e Ivis Flies Cuesta             | 3:03     |
| 5.  | “Era” Escritor: Fausto Miño Productor (es): Fausto Miño, Alfredo Vera e Ivis Flies Cuesta                            | 3:37     |
| 6.  | “Entiendo” Escritor: Fausto Miño Productor (es): Fausto Miño, Alfredo Vera e Ivis Flies Cuesta                       | 4:14     |
| 7.  | “Mara Rocío” Escritor: Fausto Miño Productor (es): Fausto Miño, Alfredo Vera e Ivis Flies Cuesta                     | 3:41     |
| 8.  | “Baila Mi Vida” Escritor: Fausto Miño Productor (es): Fausto Miño, Alfredo Vera e Ivis Flies Cuesta                  | 3:20     |
| 9.  | “Zambrano Huascama” Escritor (es): Fausto Miño Productor (es): Fausto Miño, Alfredo Vera e Ivis Flies Cuesta         | 4:14     |
| 10. | “Nos Contaron” Escritor: Fausto Miño Productor (es): Fausto Miño, Alfredo Vera e Ivis Flies Cuesta                   | 3:11     |
| 11. | “Yo Soy” Escritor: Fausto Miño Productor (es): Fausto Miño, Alfredo Vera e Ivis Flies Cuesta                         | 3:27     |
| 12. | “Déjala” Escritor: Fausto Miño Productor (es): Fausto Miño, Alfredo Vera e Ivis Flies Cuesta                         | 3:59     |
| 13. | “Usted Es Hermosa (Bonus Track)” Escritor: Fausto Miño Productor (es): Fausto Miño, Alfredo Vera e Ivis Flies Cuesta | 2:29     |

## Sencillos
| #  | Título               | Fecha                       |
| -- | -------------------- | --------------------------- |
| 1. | "Baila Mi Vida"      | julio de 2007               |
| 2. | "Sometimes OK"       | octubre de 2007             |
| 3. | "Ud. Es Hermosa"     | diciembre de 2007           |
| 4. | "Algo Así"           | febrero de 2008             |
| 5. | "Canción de Hombres" | abril de 2008               |
| 6. | "Entiendo"           | junio de 2008               |
| 7. | "Baila Mi Vida"      | junio de 2009 (para España) |

## Créditos
- Masterizado por: Roberto Maccagno en (Italia)
- Grabado en: Si Sostenido Studios, Quito (Ecuador)

### Músicos
- Fausto Miño - Sintetizador, voz, voces de apoyo
- Danilo Arroyo - Batería, percusión y Loops
- Ivis Flies - Bajo
- Toño Cepeda - Bajo y teclado
- Johny Ayala - Guitarras acústicas y eléctricas
- Pablo Estrella - Guitarras eléctricas, acústicas y eléctricas
- Mauricio Vicencio - Charango
- Carlos "Panteros" Pizarro - Huiros
- Israel Brito, Gabriela Obando y María Fernanda Karolys - Coros
- Cesar Galarza - Guitarras acústicas y eléctricas
- Michel Ferré - Piano
- Andrés Benavides - Teclado
- Christian Mejía - Teclado y Hammond
- Robertos Rojas - Trompetas

### Equipo de producción
- Alfredo Vera - Producción Ejecutiva y Management
- Ivis Flies Cuesta - Producción Musical
- Mario Breuer - Ingeniero de grabación y mezcla
- Javier Garza - Ingeniero de mezcla
- Jero Cilveti - Asistente de grabación, Edición de voces y Edición del Master.
- Diego Acosta - Ingeniero de mezcla y Edición del Master
- Gabriel Arrobo - Backline
- María Belén Bucheli - Booking, Logística y coordinación
- Roberto Pombar - Fotografía
- Alfredo Mancheno Santos - Concepto y diseño gráfico
- Stilo Urbano y Gabriela Vera G. - Vestuario
- Eduardo Madriñán (Metro Café) - Cáterin
- La Cantera - Locaciones